# 关于波苏战争的争议
有关1919年—1920年间的波苏战争的争议主要集中在双方军队的战争犯罪问题上。双方都指责对方违反国际法，以取得协约国民间支持。

## 战俘处置
在战争胶着期，两国都遇到了财政困难。本国人民的生活水平尚且不能得到保证，战俘们的待遇就更差了。双方都有数万人因为传染性疾病而死，在80,000名苏军战俘中，有16,000人—20,000人死亡。大约51,000名波兰战俘死在苏联和立陶宛的战俘营中。
1922年后波兰和俄罗斯开始交换战俘。政治犯帮助委员会主席：叶卡捷琳娜·皮什科娃因在战后她因在交换战俘过程中做出的贡献而受到波兰红十字会的认可。

## 暴行
波兰方面宣称在苏军撤出別爾基切夫、基辅和日托米尔的期间，苏军劫持了大量平民作为人质，并强制他们在苏军行军队伍后方随苏军前行。波兰方面还宣称在苏军撤往别尔基切夫的过程中，苏军“罔顾他人生命及医务人员的荣誉”，抛弃了很多受伤的人质。在苏军深入乌克兰时，苏军部队，特别是布琼尼的哥萨克骑兵，有计划地杀害了大量平民。
1918年1月莫吉廖夫附近，苏军向一所医院的医务人员和病人开枪。
一切可能的敌人都会立即遭到苏联军队的公开处决，在苏军1920年到22年的反攻中，数万乌克兰人遇害。6月7日布琼尼的骑兵部队烧毁了別爾基切夫一座有600名病人和红十字会护理人员的医院。
也有人对军官斯坦尼斯瓦夫·布瓦克-巴瓦科维奇，这个波兰人和白俄罗斯人眼中的民族英雄做出指控。尽管他在苏俄军队服役期间，曾经拒绝处死农民，但他在他部队占领的土地上，却是个绝对的独裁者，喜好公开处决犯人。正如一位波兰军官在一封家信中写到的：“他是个没有理想的人。他的下属尽是土匪，杀人犯和他的同党。他们没有羞耻之心，像些野蛮人…我亲眼见到他把布尔什维克的头当球踢。屠杀布尔什维克的经过惨不忍睹。”

### 屠杀犹太人
1919年俄国的犹太人成为了内战的牺牲品，俄国内战，苏波战争等和一系列冲突让超过十万名猶太人遇害，邓尼金将军的白军部队每攻下一座城镇，就会对当地的犹太人加以迫害。在乌克兰屠杀犹太人的行为达到高峰，仅次于二战时的集中营。
伊扎克·巴别尔是一名苏军战地记者，在1920年的日记中记录了交战双方对犹太人的暴行。1919年4月5日平斯克有一名波兰军官在得知城里的犹太人准备暴动后，大为惊恐，并下令处决了35名犹太人，其他排犹行动也造成了一些伤亡。在利达士兵们用军刀剪下犹太人的胡子，犹太人的住所遭到洗劫，有30人被害。对犹太人的暴行在波兰议会里引起了骚动。波兰社会党的领袖，伊格纳齐·达申斯基说，所有参与迫害的士兵都是穿制服的流氓。 不过波兰战争大臣为波兰军队在利达的暴行辩护，他说犹太人社群很有共产主义的味道，波兰军队有杀死敌人之权利。
波兰军队应该为400到500名波兰人的被害负责，美籍波兰裔志愿者抵达后，这个数字还要翻倍。不过波兰人对战俘的折磨并不能于邓尼金将军的部队幹的相提并论。
不过这一系列事件使得美国派出一个委员会前去调查。根据调查结果，共有300名犹太人在涉及波兰人的屠杀中遇害。报告也认为，波兰军队和其他民间机构已经尽量避免此类事件发生。报告还说，对犹太人的歧视更多是政治原因而非反闪族语主义的结果。

## 财产损失
双方都在和协约国会见时抱怨财产受损。苏联的一份外交照会声称，波兰在撤退时采用焦土战略。在鲍里索夫，波兰人在撤退后从别列津纳河炮击了城市，造成数百平民遇难，数千人无家可归。
苏维埃乌克兰和苏俄的一份联合外交照会称，波兰在从基辅撤退时，破坏了大量建筑，其中包括圣弗拉基米尔主教堂。波兰人否认这项指控，只承认自己为了阻碍苏军行进，破坏了基辅的桥梁。这段文字似乎出自托洛茨基的一份电报，他本人事后承认这件事没有发生。